# Eparchia wołyńska (Kościół Prawosławny Ukrainy)
Eparchia wołyńska – jedna z eparchii Kościoła Prawosławnego Ukrainy (do 2018 r. Ukraińskiego Kościoła Prawosławnego Patriarchatu Kijowskiego), z siedzibą w Łucku. Jej obecnym ordynariuszem jest metropolita łucki i wołyński Michał (Zinkewycz), zaś funkcje katedry pełni sobór Świętej Trójcy w Łucku.
Eparchia oficjalnie powstała w 1992, jednak Patriarchat Kijowski uważał ją za kontynuatorkę tradycji prawosławia na Wołyniu od chrztu Rusi. W 1993 liczyła 46 parafii, z czego 36 przeszła do Patriarchatu Kijowskiego z jurysdykcji Ukraińskiego Kościoła Prawosławnego Patriarchatu Moskiewskiego. Powstawaniu placówek duszpasterskich towarzyszyły gwałtowne konflikty o własność poszczególnych obiektów sakralnych, w których lokalne władze wielokrotnie wspierały Patriarchat Kijowski w przejmowaniu świątyń dotąd administrowanych przez Patriarchat Moskiewski. W takich okolicznościach eparchia wołyńska Patriarchatu Kijowskiego pozyskała m.in. swoją aktualną katedrę – sobór Trójcy Świętej w Łucku, seminarium duchowne w Łucku oraz większość świątyń w Łucku, poza cerkwią Opieki Matki Bożej.
W styczniu 2017 r. z eparchii wołyńskiej wydzielono eparchię włodzimiersko-wołyńską.

## Biskupi łuccy i wołyńscy
- Spirydon (Babski), 1992
- Jan (Bodnarczuk), 1993–1994
- Jakub (Panczuk), 1995–2004[6]
- Michał (Zinkewycz), od 2005[1] (od 2018 w Kościele Prawosławnym Ukrainy)